# O.J.D. Ahlers (Schiff)
Die 1911 in Dienst gestellte O.J.D. Ahlers der Deutschen Dampfschiffahrtsgesellschaft „Hansa“ (DDG „Hansa“) war das einzige Schiff der Reederei, das nach einer Person benannt war.
 Namensgeber war Oltmann Johann Dietrich Ahlers, der von 1881 bis zu seinem Tod 1910 der erste Direktor der Bremer Frachtschiffsreederei war.
Im Ersten Weltkrieg wurde die im Ostasiendienst eingesetzte O.J.D. Ahlers von Tsingtau mit Kohlen und Versorgungsgütern beladen zum Kreuzergeschwader des Grafen Spee als Versorgungsschiff entsandt. Nach zwei Monaten entlassen, lief das Schiff nach Hawaii, wo es 1917 von den USA beschlagnahmt wurde. Unter verschiedenen Namen kam sie unter amerikanischer Flagge wieder in Fahrt. 1935 wurde die ehemalige O.J.D. Ahlers nach Italien zum Abbruch verkauft.

## Geschichte des Schiffes
Zur Jahrhundertwende bestellte die Deutsche Dampfschifffahrts-Gesellschaft „Hansa“ mit der zweiten Drachenfels erstmals ein Schiff mit einer Tragfähigkeit von über 10.000 tdw. Als die DDG „Hansa“ 1910 ihre Vereinbarung mit der Hapag veränderte und erweiterte und sie nun auch an den Liniendiensten der Hapag nach Ostasien und zurück beteiligt wurde, bestellte die „Hansa“ für diesen Dienst zwei Neubauten bei Swan, Hunter & Wigham Richardson Ltd. in Newcastle-on-Tyne und bei der AG Weser in Bremen mit einer Tragfähigkeit von über 11.000 tdw, die 1911 fertiggestellt wurden.
Das in Bremen mit der BauNr. 183 bestellte Schiff lief am 16. November 1911 vom Stapel und erhielt den Namen O.J.D. Ahlers nach dem 1910 verstorbenen, ersten Direktor der DDG „Hansa“. Sie war das erste Schiff der Bremer Reederei, das nach einer Person benannt wurde und blieb es auch bis zu deren Ende 1981.
Der bei der AG Weser entstandene Neubau war 142,78 m lang, 17,82 m breit und hatte einen Tiefgang von 8,27 m. Die O.J.D. Ahlers war mit 7.490 BRT das größte Schiff der Reederei und konnte bis zu 11.365 tdw tragen. Angetrieben wurde der Neubau von einer 4-Zylinder Vierfach-Expansions-Dampfmaschine der Bauwerft, die 3000 PSi auf eine Schraube leistete und eine Geschwindigkeit von 11 kn ermöglichte. Die Besatzung bestand aus 80 Mann.
Die O.J.D. Ahlers wurde am 27. Dezember 1911 an die DDG „Hansa“ abgeliefert und in den gemeinsamen Liniendienst der Reederei mit der Hapag nach Ostasien eingefügt. Kurz vor Beginn des Ersten Weltkriegs befand sich die O.J.D. Ahlers in Taku, China, und wurde von der Kaiserlichen Marine zur Versorgung des Kreuzergeschwaders angefordert.

### Kriegsschicksal
Die O.J.D. Ahlers wurde ab dem 3. August 1914 in der deutschen Kolonie Tsingtau mit Kohlen und anderen Verbrauchsgütern beladen, um das in der Südsee befindliche Geschwader zu versorgen. Am 9. August 1914 lief sie mit einer vollen Ladung Bunkerkohle, Proviant und Wasser aus Tsingtau aus. Sie war das letzte aus Tsingtau entsandte Versorgungsschiff, das zum Kreuzergeschwader gelangte. Auf dem Weg zum Geschwader traf sie den Hilfskreuzer Cormoran und die aus Japan mit 5000 t Kohlen kommende Göttingen des Norddeutschen Lloyd bei
um dann am 27. August 1914 am Treffpunkt beim Majuro-Atoll auf der Position 07° 07' N / 171° 22' O mit dem Ostasiatischen Kreuzergeschwader zusammenzutreffen. Der Verband bestand zu dieser Zeit aus den Panzerkreuzern Scharnhorst und Gneisenau, dem Hilfskreuzer Prinz Eitel Friedrich und sieben Versorgern. Der Kleine Kreuzer Emden war mit seinem Versorger Markomannia schon in den Indischen Ozean entlassen und die Nürnberg zur Nachrichtenübermittlung nach Honolulu detachiert worden.
Am 8. September 1914 übernahm bei der Christmas Island die O.J.D. Ahlers die Boote der Panzerkreuzer, um den beiden als einziger Versorger in die Südsee zu folgen. Bei Apia wurde allerdings keine feindlichen Schiffe entdeckt. Am 17. September wurden die Boote beim Suwarrow-Atoll auf der Position 11° 09' N / 169° 37' O wieder an die Panzerkreuzer gegeben. Am 21. September wurde bei Bora Bora, einer Insel der Tahiti-Inselgruppe, auf der Position 16° 29' S / 151° 44' W, die Scharnhorst mit Kohle versorgt. Am 22. September beschossen die Panzerkreuzer dann Papeete. Das letzte Zusammentreffen des Schiffes mit den Einheiten des Kreuzergeschwaders fand am 26. September in der Comptroller-Bay der französischen Marquesas statt, wo auch SMS Nürnberg wieder eintraf. Die drei Kreuzer liefen dann Richtung Südamerika mit den Trossschiffen Titania, Göttingen und Yorck.

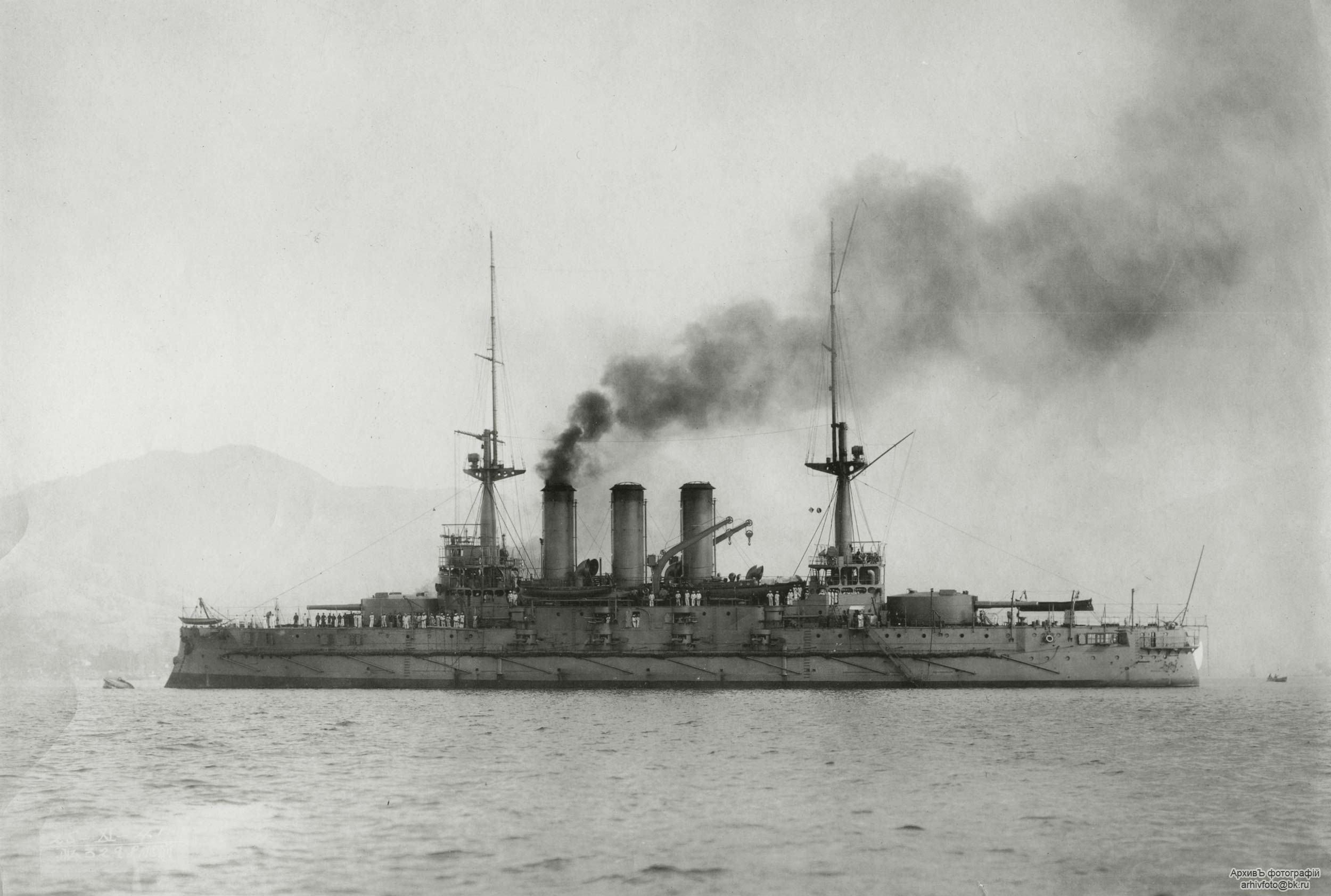
Die Hizen

Am 30. September wurde die inzwischen geleerte O.J.D. Ahlers vom Kreuzergeschwader entlassen und ging mit der Holsatia nach Honolulu. Den beiden deutschen Schiffen gelang es, kurz vor dem Eintreffen des japanischen Schlachtschiffes Hizen, der ehemalig russischen Retwisan, noch in den neutralen Hafen zu laufen. Da dort kein sicherer Ankerplatz gefunden wurde, verlegte die O.J.D. Ahlers nach Hilo, wo die USA das Schiff im Oktober 1914 internierten. Sie wurde wie sieben andere deutsche Schiffe als aufliegendes Handelsschiff behandelt, obwohl die Unterstützung des deutschen Kreuzergeschwaders bekannt war. Auch fünf der anderen Schiffe hatten das Geschwader unterstützt. Nur der Kleine Kreuzer Geier und sein Begleitschiff Locksun wurde als internierte Kriegsschiffe behandelt. Im Februar 1917 erhielten die deutschen Schiffe dann eine Wache an Bord und die Besatzungen mussten ihre Schiffe verlassen. Wie bei fast allen der über 100 deutschen Schiffe in US-Häfen, hatte auch die Besatzung der O.J.D. Ahlers die Maschine ihres Schiffes unbrauchbar gemacht.

Am 6. April 1917 beschlagnahmten die Vereinigten Staaten dann in Hilo/Hawaii die O.J.D. Ahlers, die bald darauf nach Honolulu überführt wurde.

### Dienst unter amerikanischer Flagge
Nach anfänglichen Zweifeln, ob eine Instandsetzung der deutschen Schiffe sinnvoll sei, entschied sich die US Navy Teams zur Beseitigung der Schäden an den Maschinen der über 100 beschlagnahmten deutschen Handelsschiffe zu bilden, die bis Ende 1917 nahezu alle wieder fahrbereit machten.
Die O.J.D. Ahlers wurde vom United States Shipping Board in Monticello umbenannt und in San Francisco beheimatet. 1923 verkaufte der Staat das Schiff an die American Ships and Commerce Navigation Corporation in New York. Im Dienst der zum Harriman-Konzern (siehe United American Lines) gehörenden Linie kam das Schiff auch in seine alte Heimat und lief den Hamburger Hafen an.
1927 an Oregon S.S. Cp., New York, verkauft, erfolgte eine Umbenennung in Oregon und nach kurzer Zeit in Willbabco als die Williams S.S. Co. das Management übernahm. 1929 erfolgte ein weiterer Verkauf an die Pacific Atlantic S.S. Co. in Portland (Oregon) und eine erneute Umbenennung in San Julian.

Im September 1935 wurde die ehemalige O.J.D. Ahlers an die Metallurgici della Venecia Giulia in Triest, Italien, verkauft, wo 1936 mit dem Abbruch begonnen wurde.

### Die ersten 10.000 Tonner
| Name            | Bauwerft                    | BRT tdw     | Stapellauf in Dienst  | weiteres Schicksal                                                                         |
| --------------- | --------------------------- | ----------- | --------------------- | ------------------------------------------------------------------------------------------ |
| Drachenfels (2) | Wigham Richardson BauNr.356 | 7217 10.720 | 16.11.1899 3.01.1900  | 1919 unter britische Flagge, 1929 nach Italien verkauft, 1933 Abbruch,                     |
| Goldenfels (2)  | Swan Hunter BauNr.860       | 7463 11.460 | 22.09.1911 23.11.1911 | 1919 unter britische Flagge, 1923 Rückkauf, 1936 Amerika der Atlas-Reederei, 1942 gesunken |
| O.J.D. Ahlers   | AG Weser BauNr.183          | 7490 11.365 | 16.11.1911 27.12.1911 | 1917 bis 1935 unter US-amerikanischer Flagge, Abbruch in Italien                           |